# Marcilly-en-Gault
Marcilly-en-Gault är en kommun i departementet Loir-et-Cher i regionen Centre-Val de Loire i de centrala delarna av Frankrike. Kommunen ligger i kantonen Salbris som tillhör arrondissementet Romorantin-Lanthenay. År 2022 hade Marcilly-en-Gault 742 invånare.

## Befolkningsutveckling
Antalet invånare i kommunen Marcilly-en-Gault
| Referens: INSEE |